# Paulus Almanus
Paulus Almanus (Duitsland ca.1450 - Rome ca.1500) was een Duits-Italiaans klokkenmaker

## Leven
In 1475 komt een Duitse lekenbroeder genaamd Paulus Almanus, wellicht als pelgrim, naar Rome en vestigt zich daar als klokkenmaker. Hij houdt een dagboek bij waarin hij alles over het mechaniek van de klokken die hij repareert zet en die ook nauwkeurig uittekent. Hij krijgt, als hij zich in Rome heeft gevestigd al snel allerlei opdrachten van hoogwaardigheidsbekleders, die zeer ingewikkelde en bijzondere klokken hadden. In zo'n vijf à tien jaar beschrijft hij ongeveer dertig klokken die hij allemaal even uitgebreid beschrijft. Aangezien er bijna geen klokken meer uit die tijd bestaan, biedt zijn manuscript de kans om de klokken van de 15e eeuw toch uitvoerig te bestuderen. 

## Klokken
In het Nationaal Museum van Speelklok tot Pierement te Utrecht staat een reconstructie van een klok, beschreven door Almanus. Deze reconstructie is gemaakt door Jan Jaap Haspels en Ian Hammond. Deze speelklok met zes bellen wordt beschreven in het boek Royal Music Machines dat werd uitgegeven door de Walburg Pers in 2006.
- Gemeinsame Normdatei: 119304368
- International Standard Name Identifier: 0000 0000 1338 7014
- Nederlandse Thesaurus van Auteursnamen: 072858362
- Istituto Centrale per il Catalogo Unico: SBLV124202
- Système universitaire de documentation: 175631484
- Virtual International Authority File: 15577222
- WorldCat: E39PBJfH4q7mWPRQPcmc3Mwgrq